# Falange Española de las JONS (Auténtica)
Falange Española de las JONS (Auténtica) (FE-JONS (a)) fou un partit polític espanyol d'ideologia falangista. Sorgit com reacció a la integració del falangisme i de FE de las JONS en l'estructura de partit únic del franquisme el 1939, el Movimiento Nacional, els seus integrants es proclamaven els veritables hereus ideològics de José Antonio Primo de Rivera. Escindit de Falange Espanyola de les JONS el 1976, el 1977 fou legalitzat, i liderat per Pedro Conde es presentà a les eleccions generals espanyoles de 1977, on va obtenir 46.548 vots.
Des de la unificació de l'originària Falange Espanyola de les JONS amb la Comunió Tradicionalista i la resta de formacions combatents en el bàndol revoltat de la Guerra Civil espanyola, duta a terme pel general Franco, un sector dels falangistes va començar a operar clandestinament sota la denominació de Falange Espanyola Autèntica. Aquesta formació seria dissolta definitivament en els anys quaranta, però donaria lloc a diverses formacions hereves seves al llarg de la dictadura. Després de la reobertura del Registre de Partits Polítics, el 1976, el grup comandat per Narciso Perales Herrero i Pedro Conde Soladana reclamaria la legitimitat del nom «Falange Espanyola de les JONS», però hauria de conformar-se amb la inclusió de l'«Autèntica» al final del mateix, ja que l'en aquells dies president Adolfo Suárez va fallar en el litigi en favor del que fou ministre franquista Raimundo Fernández-Cuesta.

## Història
El 24 de maig de 1975, l'anomenat Front Nacional d'Aliança Lliure (FNAL) format, entre d'altres, per Manuel Hedilla i Patricio González de Canales va entrar en la comissió constitutiva de Falange Espanyola, integrada, entre altres organitzacions, pels Cercles Doctrinals José Antonio; va abandonar la mateixa el 24 d'abril de 1976 per la seva oposició a convidar al Congrés d'Unitat al denominat Frentre Nacional Español de Raimundo Fernández-Cuesta, antic secretari nacional de la Falange originària però lleial a Franco i integrat en el seu Moviment després. Al mes següent, del 27 al 29 de maig, se celebra a Madrid l'I Congrés Nacional de FE de les JONS, al qual assisteixen, a més, la Central Obrera Nacional-Sindicalista (CONS) i el Front Sindicalista Unificat (FSU); al final del mateix s'aprova la creació de «Falange Espanyola de les JONS (Autèntica)».
En paral·lel es va dur a terme una àmplia campanya d'impacte, que va incloure la retirada dels retrats de José Antonio Primo de Rivera de les estacions del metro de Madrid i de les plaques amb el jou i les fletxes situades a l'entrada dels pobles, en senyal de refús a la utilització que el règim de Franco havia realitzat de la imatge del fundador. El 29 de setembre, Miguel Hedilla (fill de Manuel Hedilla) i altres tres militants entren, amb camisa blava, a la seu de la Secretaria General del Moviment (C/ Alcalá 44) i, després de tancar-se en un dels despatxos de la cinquena planta, treuen una pancarta per la finestra amb consignes contra Raimundo Fernández-Cuesta, Pilar Primo de Rivera i José Antonio Girón de Velasco, tots antics falangistes però després traïdors a la doctrina per la seva jura de lleialtat a Francisco Franco; en una altra ocasió, el 15 de gener de 1977, diversos militants van llançar davant el citat lloc les plaques amb el jou i les fletxes retirades mesos abans.
El 20 i 21 de novembre es va celebrar a Alacant el I Congrés del partit, en el qual es va ratificar Pedro Conde com a president. El 26 de febrer de 1977 el partit va ser inscrit en el Registre de Partits Polítics del Ministeri de l'Interior.
El 19, 20 i 21 de març de 1977 es va celebrar el II Congrés del partit a l'Hotel Don Quijote de Madrid. El partit va presentar candidatures en les eleccions generals de 1977 i 1979.
El 1978 ocorre una ruptura interna en el partit, després que, al III Congrés del partit, clausurat el 26 de març, un sector s'alcés contra el conjunt i triés com a cap nacional Ana María Férnández-Llamazares, desautoritzant el llavors cap estatal Pedro Conde Soladana. Dies abans havia estat expulsat Miguel Hedilla i altres dirigents, situació que va ser revertida durant aquesta trobada; no obstant això, el sector liderat pel fill de l'històric dirigent acabarà constituint, el 1979, l'escissió Falange Espanyola Autèntica (FEA), formada per seguidors de Manuel Hedilla, que operarà amb el seu nom fins que el 1983 sortí una sentència que la des-legalitzava per la similitud de noms amb FE de las JONS.
El 23 de desembre de 1979, després de la realització d'un nou Congrés a Saragossa, Falange Espanyola de les JONS (Autèntica) va decidir autodissoldre's, la qual cosa va quedar oficialitzada al Congrés extraordinari que es va realitzar a la Casa de Campo de Madrid el 6 de desembre de 1980.

## Resultats electorals
| Any  | Vots   | %    | Escons  | +/- | Govern            |
| ---- | ------ | ---- | ------- | --- | ----------------- |
| 1977 | 46.548 | 0,25 | 0 / 350 | =   | Extraparlamentari |
| 1979 | 30.252 | 0,17 | 0 / 350 | =   | Extraparlamentari |